# 浄念寺 (長野県池田町)
浄念寺（じょうねんじ）は、長野県北安曇郡池田町にある浄土宗の寺院。山号は聖向山。仁科三十三番札所のうち第26番札所。

## 概要
北安曇地方で唯一の浄土宗寺院である。寺伝では、大永元年（1521年）仁科盛政の開基、崇蓮社徳誉上人の開山により創建された。往時は門性軒、見性軒の塔頭があったが、安政3年（1856年）、池田宿の大火で全焼、明治5年（1872年）廃仏毀釈により廃寺となるが、同16年（1883年）に再興された。神仏分離令で廃寺となった仁科神明宮の神宮寺を移築して本堂とし、相道寺村の旧庄屋宅を庫裡として移築、山門を兼ねた鐘楼を再建し、境内には六地蔵がある。現在の本堂は平成30年（2018年）落成。本尊は阿弥陀如来像、背面には木食山居上人作の銘があり、池田町の指定文化財となっている。脇侍として如意輪観音坐像、観世音菩薩像と、それらの由緒書がある。